# Mine (이이즈카 마유미의 음반)
『mine』은 이이즈카 마유미의 9번째 음반.

## 설명
2005년 12월 7일에 도쿠마 저팬 커뮤니케이션즈에서 발매.

## 수록곡
작사 : 이이즈카 마유미
1. 미래로(未来へ)
  - 작곡: cota、편곡: 하세가와 토모키
2. Twinkle Wink
  - 작곡: 이즈미카와 소라、편곡: 타쿠미 마사노리
3. 그 날의 love letter(あの日のlove letter)
  - 작곡: cota、편곡: 타쿠미 마사노리
4. 아침인사와 샴푸(おはようとシャンプー)
  - 작곡: 이즈미카와 소라、편곡: 가토 미치아키
5. 찬스!!(チャンス!!)
  - 작곡: 이즈미카와 소라、편곡: 스즈키 "CHiBUN" 토모후미
6. 단풍빛 하늘(メープルの空)
  - 작곡: 이즈미카와 소라、편곡: 가토 미치아키
7. 계속 좋아했어요(ずっと好きでした。)
  - 작곡: 호시마이、편곡: 하세가와 토모키
8. 너를 생각해, 하늘에 바라(君想う空に願う)
  - 작곡: 오츠 미키、편곡: 오츠 미키
9. 사랑의 꽃(あいのはな)
  - 작곡: 하세가와 토모키、편곡: 하세가와 토모키
10. Berry Berry Christmas★
  - 작곡: 도지마 코헤이、편곡: 스즈키 "CHiBUN" 토모후미